# Бјевил (Луизијана)
Бјевил (енгл. Bienville) град је у америчкој савезној држави Луизијана.

## Демографија
По попису из 2010. године број становника је 218, што је 44 (-16,8%) становника мање него 2000. године.
| Група             | 2000.       | 2010.       |
| Белци             | 148 (56,5%) | 136 (62,4%) |
| Афроамериканци    | 113 (43,1%) | 76 (34,9%)  |
| Азијати           | 0 (0,0%)    | 0 (0,0%)    |
| Хиспаноамериканци | 0 (0,0%)    | 6 (2,8%)    |
| Укупно            | 262         | 218         |